# Synalov
Synalov (deutsch Sinalow) ist eine Gemeinde in Tschechien. Sie liegt zehn Kilometer nördlich von Tišnov und gehört zum Okres Brno-venkov.

## Geographie
Synalov befindet sich in der Sýkořská pahorkatina, einer Untereinheit der Nedvědická vrchovina in der Böhmisch-Mährischen Höhe. Das Dorf liegt am südlichen Fuße des Sýkoř (702 m) in der Quellmulde eines kleinen Zuflusses zum Besének auf dem Gebiet des Naturparks Svratecká hornatina. Nordwestlich erhebt sich der Míchovec (618 m).
Nachbarorte sind Kopaniny und Osiky im Norden, Žleby und Kozárov im Nordosten, Strhaře im Osten, Zhoř und Rašov im Südosten, Chrastová, Lomnice und Veselí im Süden, Prudká und Ochoz u Tišnova im Südwesten, Běleč im Westen sowie Křeptov und Louky im Nordwesten.

## Geschichte
Die erste schriftliche Erwähnung des zur Herrschaft Lomnice gehörigen Dorfes Smjlow erfolgte im Jahre 1360. Besitzer war zu dieser Zeit das Geschlecht von Lomnitz. Um 1572 kaufte Johann d. Ä. von Zierotin auf Rossitz die Herrschaft, ab 1644 gehörte sie Franz Gabriel Graf Gabriel Serényi. Im Laufe der Zeit wurde das Dorf als Symilow, Synolow und Sinalov bezeichnet. Bis zur Mitte des 19. Jahrhunderts blieb Synalov immer der Herrschaft Lomnitz untertänig.
Nach der Aufhebung der Patrimonialherrschaften bildete Sinalov ab 1850 eine Gemeinde in der Brünner Bezirkshauptmannschaft und Gerichtsbezirk Tischnowitz. Seit 1896 gehörte die Gemeinde zum neu gebildeten Bezirk Tischnowitz. Im Jahre 1900 eröffnete in dem Dorf eine einklassige Volksschule, zuvor war Lomnice der Schulort. Seit 1923 findet der Ortsname Synalov Verwendung. Im selben Jahr gründete sich die Freiwillige Feuerwehr. Die Straße von Lomnice nach Synalov entstand in den Jahren 1939 bis 1940. Nach der Auflösung des Okres Tišnov kam Synalov mit Beginn des Jahres 1961 zum Okres Blansko. Zwischen 1985 und 1990 war Synalov nach Lomnice eingemeindet. Seit 1991 besteht die Gemeinde wieder und seit Beginn des Jahres 2007 gehört sie zum Okres Brno-venkov.

## Gemeindegliederung
Für die Gemeinde Synalov sind keine Ortsteile ausgewiesen. Zu Synalov gehört die Ansiedlung Kopaniny und die Einschicht Sýkoř.

## Sehenswürdigkeiten
- Kapelle des hl. Schutzengel am Dorfplatz, errichtet 1883
- Marmorkreuz neben der Kapelle, geschaffen 1924
- Denkmal für die Opfer des Ersten Weltkrieges, südlich des Dorfes am Abzweig des Weges zur Balinka, errichtet 1935
- barocke Filialkirche des hl. Stanislaus, die einzeln stehende Kirche entstand im 18. Jahrhundert anstelle eines seit 1407 bestehenden Heiligtums. Einer Legende zufolge begann der Kirchenbau ursprünglich an anderer Stelle, die Arbeiten wurden nachts zerstört und zwei Adler sollen die Fundamentsteine an den jetzigen Standort verbracht haben, wo die Kirche schließlich erbaut wurde. Das anderthalb Kilometer nordwestlich des Dorfes über dem Tal des Besének gelegene Bauwerk ist von einem Friedhof umgeben, der von den Gemeinden Osiky, Strhaře, Brumov und Synalov genutzt wird.
- Statue des hl. Stanislaus, die im Wald stehende mächtige Figur wurde angeblich am ursprünglich vorgesehenen Standort der Stanislaus-Kirche aufgestellt
- Reste der Burg Osiky auf einer bewaldeten Kuppe über der Stanislaus-Kirche. Die Anlage, deren ursprünglicher Name unbekannt ist, entstand in der 1. Hälfte des 13. Jahrhunderts. Möglicherweise handelt es sich um die nicht lokalisierbare Burg Zuzinov. Bis in die 2. Hälfte des 20. Jahrhunderts wurde diese Burg für die Burg Levnov gehalten, welche schließlich seit den 1980er Jahren mit der zuvor als Ketkovský hrad bezeichneten Anlage bei Ketkovice identifiziert wird.
- Hegerhaus Sýkoř mit Jára-Cimrman-Steig und Büste des Großen Meisters
- Naturdenkmal Padělky, das 1,31 ha große Gebiet nordöstlich von Synalov wurde wegen seines Vorkommens wärme- und kalkliebender Pflanzenarten geschützt
- Naturschutzgebiet Pilský rybníček, östlich des Dorfes im Tal des Besének
- Naturdenkmal Klášterce, südlich des Dorfes
- Naturdenkmal Dobrá studně, auf 13,24 ha am Südwesthang des Sýkoř
- Naturdenkmal Synalovské kopaniny, nordwestlich von Synalov
- Naturdenkmal Sýkoř, nördlich am gleichnamigen Berg, auf 96,45 ha ist ein Buchenwaldgebiet geschützt
- Naturdenkmal Pod Sýkořskou myslivnou
- Naturdenkmal Horní Židovka, nördlich des Dorfes, auf 24,02 ha befinden sich Buchen- und Buchen-Ahorn-Bestände mit einem Vorkommen der Quirlblättrigen Zahnwurz.